# Атакишиев, Аслан Габиль оглы
Аслан Габиль оглы Атакишиев (азерб. Aslan Qabil oğlu Atakişiyev) — азербайджанский педагог, Национальный герой Азербайджана (1992, посмертно).

## Биография
Аслан Атакишиев родился 16 августа 1953 года в селе Мурадханлы Кубатлинского района Азербайджанской ССР. В школу пошёл в 1960 году и окончил в 1970. С 1972 по 1974 служил в армии. В 1977 году поступил на филологический факультет Азербайджанского государственного университета. В 1981 году окончил университет и начал преподавать в средней школе родного села Мурадханлы.

### Первая карабахская война
После начала Карабахской войны Аслан вступил в Национальную армию и был назначен заместителем командира в звании лейтенанта. Принимал активное участие в боях за сёла Мазутлу, Сефиян и Тюркляр Лачинского района. Согласно азербайджанским источникам 7 августа 1992 года в бою за Лачинский коридор на горе Сусузлуг пустил пулю себе в сердце, чтобы не сдаться в плен.

## Память
Указом президента Азербайджанской Республики № 350 от 7 декабря 1992 года Атакишиеву Аслану Габиль оглы было присвоено звание Национального Героя Азербайджана (посмертно).
Похоронен Аслан Атакишиев на Аллее Шахидов в городе Баку.